# Markus Maria Heiss
Markus Maria Heiss (* 11. Dezember 1956 in Frankfurt/Main) ist ein deutscher Viszeral- und Gefäßchirurg. Er ist Senior Consultant und emeritierter Direktor der Klinik für Viszeral-, Gefäß- und Transplantationschirurgie des Krankenhauses Köln-Merheim, Inhaber des Lehrstuhls Chirurgie I an der Universität Witten/Herdecke und war von 2016 bis 2017 Präsident der Vereinigung Niederrheinisch-Westfälischer Chirurgen (NRW Chirurgen). Seit 2013 gehörte er kontinuierlich zu den empfohlenen Ärzten der Focus-Top-Ärzteliste u. a. für die Bauchchirurgie und die Tumorchirurgie des Verdauungstrakts.

## Leben
Heiss studierte von 1976 bis 1983 Humanmedizin in Antwerpen, Bochum, Frankfurt/Main und München. Von 1985 bis 1996 war er Assistenzarzt an der Chirurgischen Klinik des Klinikums Großhadern, München. Während dieser Zeit promovierte er an der Technischen Universität München zum Dr. med. (1986), erlangte die Facharztanerkennung als Chirurg (1992) und erwarb das European Diploma in Intensive Care Medicine (1995). Von 1996 bis 2001 war er als Oberarzt an der Chirurgischen Klinik des Klinikums Großhadern tätig. Die Habilitation zum Dr. med. habil. erfolgte 1998 an der Ludwig-Maximilians-Universität München, womit er als Privatdozent die Lehrbefugnis für Chirurgie erhielt. Im gleichen Jahr erlangte er die Schwerpunktanerkennung als Viszeralchirurg, die European Board Certification as Vascular Surgeon sowie die Teilgebietsanerkennung für Gefäßchirurgie und wurde 1999 Fellow of the American College of Surgeons (FACS). Von 2001 bis 2004 war er leitender Oberarzt der Viszeralchirurgie und minimal-invasiven Chirurgie der Chirurgischen Klinik des Klinikums Großhadern. Im Sommer 2001 leitete er wegen der plötzlichen Erkrankung des Klinikdirektors kommissarisch die Chirurgische Klinik am Krankenhaus der Barmherzigen Brüder in St. Veit/Glan in Österreich. Von 2004 bis 2025 war Markus Maria Heiss Direktor der Klinik für Viszeral-, Gefäß- und Transplantationschirurgie des Klinikums Köln-Merheim und Inhaber des Lehrstuhls für Chirurgie I der Universität Witten/Herdecke.
In der Strukturierung der Klinik für Viszeral-, Gefäß- und Transplantationschirurgie des Klinikums Köln-Merheim legte er die viszeralchirurgischen Schwerpunkte auf die onkologische Chirurgie (vor allem in der Pankreaschirurgie und der hyperthermen intraperitonealen Chemoperfusion (HIPEC)), die Adipositaschirurgie und die Hernienchirurgie. Aufgrund der besonderen Betonung minimal-invasiver Techniken konnte er 2013 als erstes Exzellenzzentrum für minimal-invasive Chirurgie in Deutschland durch die Deutsche Gesellschaft für Allgemein- und Viszeralchirurgie zertifiziert werden.

## Forschung
Ein wesentlicher wissenschaftlicher Schwerpunkt von Markus Maria Heiss liegt in der klinischen Entwicklung von trifunktionalen bispezifischen Antikörpern bei gastrointestinalen Tumoren, was 2009 zur Zulassung des Antikörpers Catumaxomab zur direkten zytotoxischen Therapie wie auch zur Dendriten-vermittelten Tumorvakzinierung bei Peritonealkarzinomatose und malignem Aszites führte. Die Entwicklung des Antikörpers wurde 2010 mit dem Galenus-von-Pergamon-Preis für Spitzenforschung in der innovativen Arzneimittelentwicklung ausgezeichnet. Ein weiterer Schwerpunkt liegt in der Arbeitsgruppe „Molekulare Onkologie gastrointestinaler Karzinome“, welche die systemische Komponente der minimal-residualen Erkrankung bei Karzinomen des Gastrointestinaltrakts untersucht und über die Analyse molekularer Invasionsmechanismen wie beispielsweise den uPA-Rezeptor neue Wege im molekularen Staging sucht. In der klinischen Forschung organisierte Markus Maria Heiss Studien zur Bluttransfusions-assoziierten Immunmodulation, zum Gewebeersatz mit Biomatrices in der Hernienchirurgie sowie zur endoskopischen Behandlung von Anastomoseninsuffizienzen mit dem VAC-Stent-Konzept. Für die klinisch-chirurgische Aus- und Weiterbildung hat er neue Entwicklungen angestoßen und konnte die multimediale Form einer Operationslehre mit der Online-Video-Plattform webop.de realisieren. Dieses Projekt ist in der Lage, den Anforderungen im E-Learning-Bereich zu entsprechen und setzt damit neue Standards für die operative Ausbildung.
Für seine Forschungen erhielt Markus Maria Heiss 1995 den Karl-Heinrich-Bauer-Preis für Tumorforschung der Deutschen Gesellschaft für Chirurgie sowie den Nepomuk-von Nussbaum-Preis der Vereinigung der Bayerischen Chirurgen. 1999 wurde ihm der von-Langenbeck-Preis der Deutschen Gesellschaft für Chirurgie sowie der 1. Preis der „Wolfgang Wilmanns-Foundation for outstanding translational research concepts“ anlässlich des 5. Internationalen Symposiums der EORTC Biological Therapy of Cancer in München verliehen, 2001 der Ferdinand-Sauerbruch-Preis der Berliner Chirurgischen Gesellschaft und 2005 der Excellence in Research Award des American College of Surgeons.

## Funktionen
Neben seinen klinischen und wissenschaftlichen Tätigkeiten war Markus Maria Heiss Vorstandsmitglied des Rheinischen Tumorzentrums der Kliniken der Stadt Köln, Koordinator der Hernienchirurgie am Zentrum für ambulante Chirurgie Köln-Merheim (ZACK), Koordinator mehrerer Studien am Institut für Forschung in der Operativen Medizin (IFOM) am Campus Köln-Merheim der Universität Witten/Herdecke sowie Koordinator des Fachbereichs Chirurgie der Fakultät für Medizin der Universität Witten/Herdecke. Dort war er Fakultätsrat und Mitglied der Entwicklungskommission der Fakultät für Gesundheit. Neben seiner klinischen und wissenschaftlichen Tätigkeit engagiert sich Markus Maria Heiss durch Auslandseinsätze bei „Operation Hernia Köln e.V.“, einer gemeinnützigen Organisation zur operativen Hernien-Versorgung in Entwicklungsländern.

## Mitgliedschaften
Markus Maria Heiss ist Mitglied folgender medizinischer Fachgesellschaften:
- Deutsche Gesellschaft für Allgemein- und Viszeralchirurgie
- Deutsche Gesellschaft für Chirurgie
- Vereinigung Niederrheinisch-Westfälischer Chirurgen
- Vereinigung der Bayerischen Chirurgen e.V.
- Deutsche Gesellschaft für Gefäßchirurgie
- Deutsche Gesellschaft für Immunologie
- Sektion Chirurgische Forschung der Deutschen Gesellschaft für Chirurgie
- Chirurgische Arbeitsgemeinschaft Onkologie der Deutschen Gesellschaft für Chirurgie
- Arbeitsgemeinschaft Minimal-Invasive Chirurgie (CAMIC)
- Chirurgische Arbeitsgemeinschaft Onkologie der Deutschen Gesellschaft für Viszeralchirurgie
- American College of Surgeons
- Network for Advancement of Transfusion Alternatives

## Mitarbeit an wissenschaftlichen Zeitschriften
Markus Maria Heiss ist als Gutachter und Mitherausgeber an folgenden wissenschaftlichen Zeitschriften beteiligt:
- International Journal of Cancer
- Infusionstherapie und Transfusionsmedizin
- British Journal of Cancer
- Langenbeck‘s Archives of Surgery
- European Journal of Surgical Research
- Cancer Immunology Immunotherapy
- Surgery
- Annals of Surgery
- European Journal of Surgery
- Langenbeck’s Archives of Surgery
- Journal InfoOnkologie

## Ausgewählte Publikationen
- M. A. Ströhlein, M. M. Heiss, K. W. Jauch: The current status of immunotherapy in peritoneal carcinomatosis. In: Expert Rev Anticancer Ther. Band 16, Nr. 10, Oct 2016, S. 1019–1027. doi:10.1080/14737140.2016.1224666. Epub 2016 Aug 25. Review. PMID 27530056.
- D. R. Bulian, G. Kaehler, R. Magdeburg, M. Butters, J. Burghardt, R. Albrecht, J. Bernhardt, M. M. Heiss, H. J. Buhr, K. S. Lehmann: Analysis of the First 217 Appendectomies of the German NOTES Registry. In: Ann Surg. Band 265, Nr. 3, Mar 2017, S. 534–538. doi:10.1097/SLA.0000000000001742. PMID 27058950.
- D. R. Bulian, J. Knuth, K. S. Lehmann, A. Sauerwald, M. M. Heiss: Systematic analysis of the safety and benefits of transvaginal hybrid-NOTES cholecystectomy. In: World J Gastroenterol. Band 21, Nr. 38, 14. Oct 2015, S. 10915–10925. doi:10.3748/wjg.v21.i38.10915. PMID 26478683. PMC 4600593 (freier Volltext).
- M. M. Heiss, M. A. Ströhlein, C. Bokemeyer, D. Arnold, S. L. Parsons, D. Seimetz, H. Lindhofer, E. Schulze, M. Hennig: The role of relative lymphocyte count as a biomarker for the effect of catumaxomab on survival in malignant ascites patients: results from a phase II/III study. In: Clin Cancer Res. Band 20, Nr. 12, 15. Jun 2014, S. 3348–3357. doi:10.1158/1078-0432.CCR-13-2351. Epub 2014 Apr 8. PMID 24714773.
- M. A. Ströhlein, R. Lefering, D. R. Bulian, M. M. Heiss: Relative lymphocyte count is a prognostic parameter in cancer patients with catumaxomab immunotherapy. In: Med Hypotheses. Band 82, Nr. 3, Mar 2014, S. 295–299. doi:10.1016/j.mehy.2013.12.014 Epub 2013 Dec 27. PMID 24411128.
- J. Knuth, M. Detzner, M. M. Heiss, F. Weber, D. R. Bulian: Laparoscopy for a ventriculoperitoneal shunt tube dislocated into the colon. In: Journal of the Society of Laparoscopic & Robotic Surgeons. Band 17, Nr. 4, Oct-Dec 2013, S. 675–678. doi:10.4293/108680813X13794522666527. PMID 24398218. PMC 3866080 (freier Volltext).
- D. R. Bulian, J. Knuth, N. Cerasani, A. Sauerwald, R. Lefering, M. M. Heiss: Transvaginal/transumbilical hybrid--NOTES--versus 3-trocar needlescopic cholecystectomy: short-term results of a randomized clinical trial. In: Ann Surg. Band 261, Nr. 3, Mar 2015, S. 451–458. doi:10.1097/SLA.0000000000000218. PMID 24108196. PMC 4337615 (freier Volltext).